# Дава (Паньцзинь)
Дава́ (кит. упр. 大洼, пиньинь Dàwā) — район городского подчинения городского округа Паньцзинь провинции Ляонин (КНР).

## Происхождение названия
Название района в переводе означает «Большая рытвина»; оно взято от названия находящегося на его территории посёлка Дава, который так назван из-за характера окружающей местности.

## История
В 1964 году был образован Сельскохозяйственный район Паньцзинь (盘锦垦区), подчинённый напрямую Министерству освоения целины и залежных земель. В январе 1970 года он был разделён на районы Паньшань и Дава, а 15 июля 1970 года был передан в подчинение властям провинции Ляонин и преобразован в Округ Паньцзинь (盘锦地区). В ноябре 1975 года округ Паньцзинь был расформирован, а районы Паньшань и Дава, преобразованные в уезды, были переданы в подчинение властям Инкоу.
В 1984 году был образован городской округ Паньцзинь, и уезд вошёл в его состав. В 2016 году уезд был преобразован в район городского подчинения.

## Административное деление
Район Дава делится на 15 посёлков.